# Kolumbusz Kristóf-temető
A Kolumbusz Kristóf-temető (Necrópolis de Cristóbal Colón) Havanna egyik temetkezési helye, amely művészien faragott márvány síremlékeiről híres. A temető a kubai nemzeti örökség része.

## Története
A sírkert Havanna Vedado nevű városrészében található, tervezője a galíciai építész, Calixto Arellano de Loira y Cardoso volt. Az építkezés 1871. október 30-án kezdődött meg a későbbi főkapu helyén. Az első épület, amelyet befejeztek, a Tobias-galéria volt, egy katakomba, amelyet azért építettek, hogy legyen hely a városban naponta elhunyó emberek holttestének tárolására. Az első ember, akit elhelyeztek itt, maga a temető tervezője volt, aki 1872. szeptember 29-én belehalt a túlhajszoltságba. Őt lett az első, a Necrópolis Cristóbal Colónban elhantolt ember is. A galéria az állítólag az időszámítás előtti 7. században élő Tóbiásról kapta a nevét, akinek a halottak eltemetése volt a feladata. A temető építése hivatalosan 1886-ban fejeződött be, a munkálatok költsége 677 ezer 727 aranypesóra rúgott.
Központi kápolnája a firenzei dóm stílusában épült, szélesebb útjai és keskenyebb utcái szabályos rácsszerkezetet alkotnak. A frekventáltabb helyekre a jómódúak, a középpontban álló kápolnától távolabbra eső területekre pedig a szegényebbek temetkeztek. A temető területe 56 hektár, bejárata, a Puerta de la Paz (A béke kapuja) bizánci-román stílusban épült.
A temetőben ötszáznál több nagyobb mauzóleum, kápolna, családi kripta található, amelyek számos stílusban (köztük reneszánsz, neoklasszikus és art déco) épültek. A temetőben több mint 800 ezer sír található.

## Híres síremlékek
Híres síremléke a Tűzoltóemlékmű, amely annak a 28 kubai tűzoltónak a végső nyughelye, aki 1890. május 17-én vesztette életét egy fémáru-kereskedés oltása közben Havannában. Szintén a bejárat közelében található a kubai függetlenségi harc egyik kiemelkedő alakja, Máximo Gómez tábornok sírja is. Híres halottja a sírkertnek Eduardo Chibás, az Ortodox Párt vezetője, aki a politikai korrupció elleni harc egyik vezéralakja volt. Chibás 1951-ben a rádió élő adásában lett öngyilkos. Temetésen a fiatal Fidel Castro fellépett a sírjára, és beszédet mondott a regnáló hatalom ellen. A temetőben nyugszik még az író, Alejo Carpentier, a tudós, Carlos Finlay és a Granma több mártírja. A temetőben alussza örök álmát Ibrahim Ferrer Planas, a Buena Vista Social Club egyik alapítója is.
A temető legismertebb sírja a Calle 1 sorban található. A sírban, amelyen egy keresztnek támaszkodó, karjában csecsemőt tartó nőt ábrázoló szobor áll, Amelia Goyre de la Hoz, más néven La Milagrosa (A Csodatevő) nyugszik. A nő szülés közben halt meg gyermekével együtt 1901. május 3-án. A legenda szerint a temetés után néhány évvel exhumálták a testét, amely ugyanolyan állapotban volt, mint amikor elhantolták, a csecsemő pedig, akit a lábához tettek, a karjába került. A katolikus hit szerint a halottak ellenállása a romlásnak a szentség jele, így La Milagrosa sírját attól kezdve zarándokok kezdték látogatni. A hagyomány szerint a látogatónak érkezésekor kopogtatnia kell a kripta vasgyűrűjével, és így kell tennie, amikor távozik, valamint az első lépéseket hátrálva kell megtennie, amikor elmegy. Ez volt ugyanis az elhunyt asszony férjének a szokása, aki napjában többször is kilátogatott a temetőbe.
Itt nyugszik a santería, az afrikai rítusokból és a katolicizmus elemeiből építkező kubai vallás fontos alakja, Leocadia Pérez Herrero, egy afro-kubai médium, aki jótékonyságáról is ismert volt a 20. század elején Havannában. Herrero azt állította, hogy jótékonysági akcióiról rendszeresen konzultált a santería kultusz egy papjával, Hermano Joséval, akit nagy becsben tartott. Az ő portréjával együtt temették el 1962-ben. Sírját sokan keresik fel, akik közbenjárását kérik dolgaikban. Cserébe virágokat, rumot, félig elszívott szivarokat és áldozati csirkéket hagynak a sírján.

## Galéria

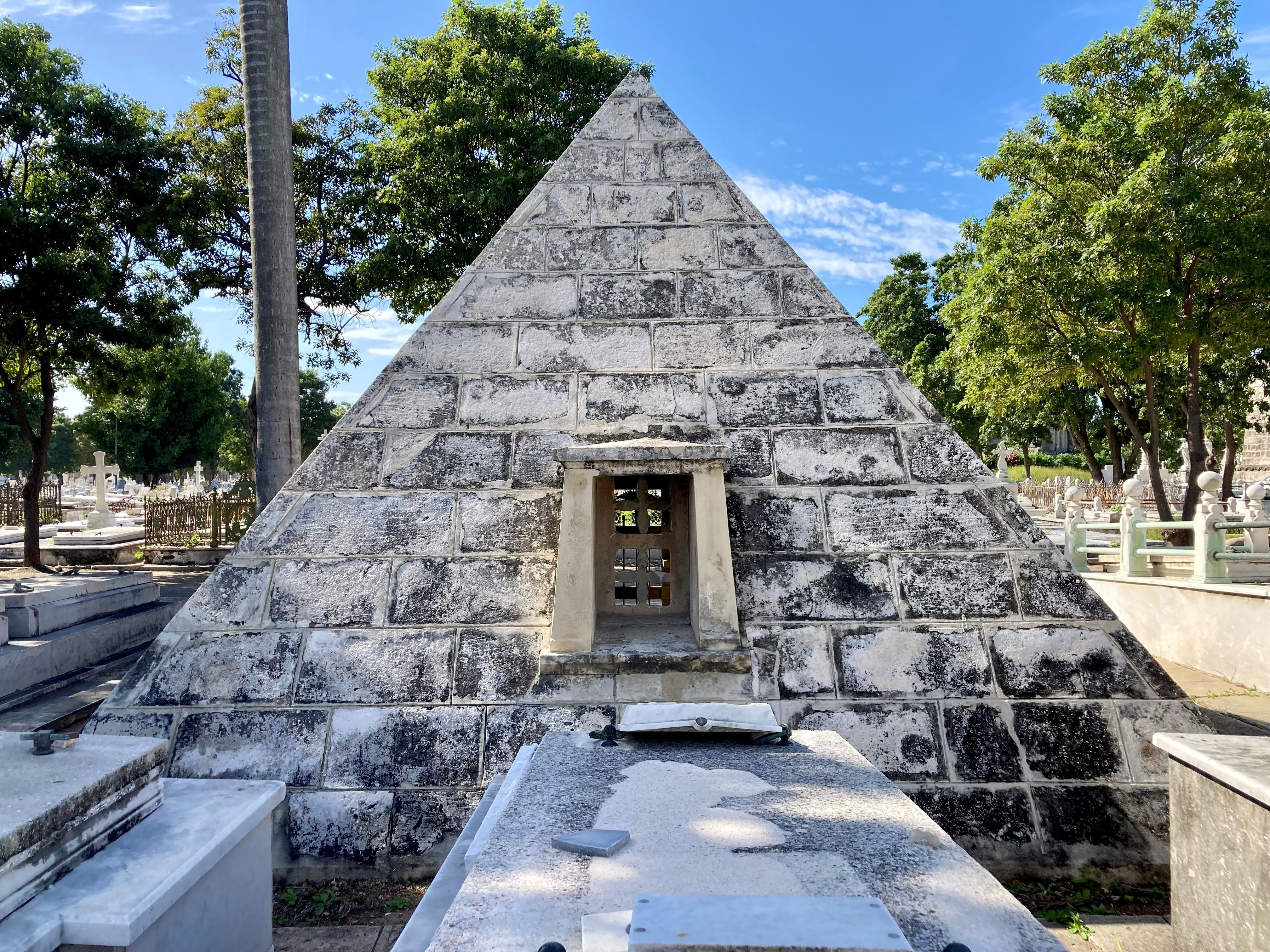
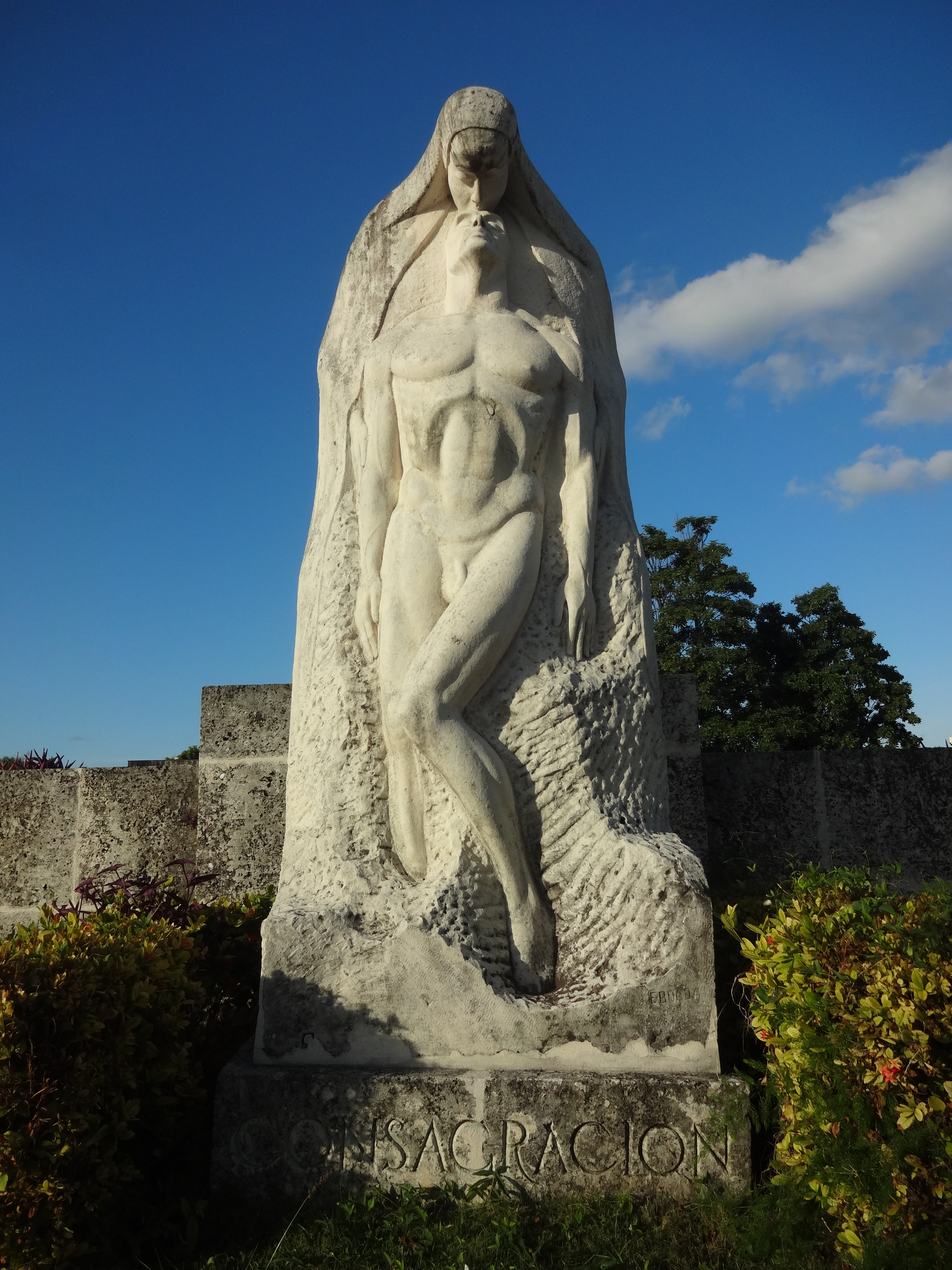
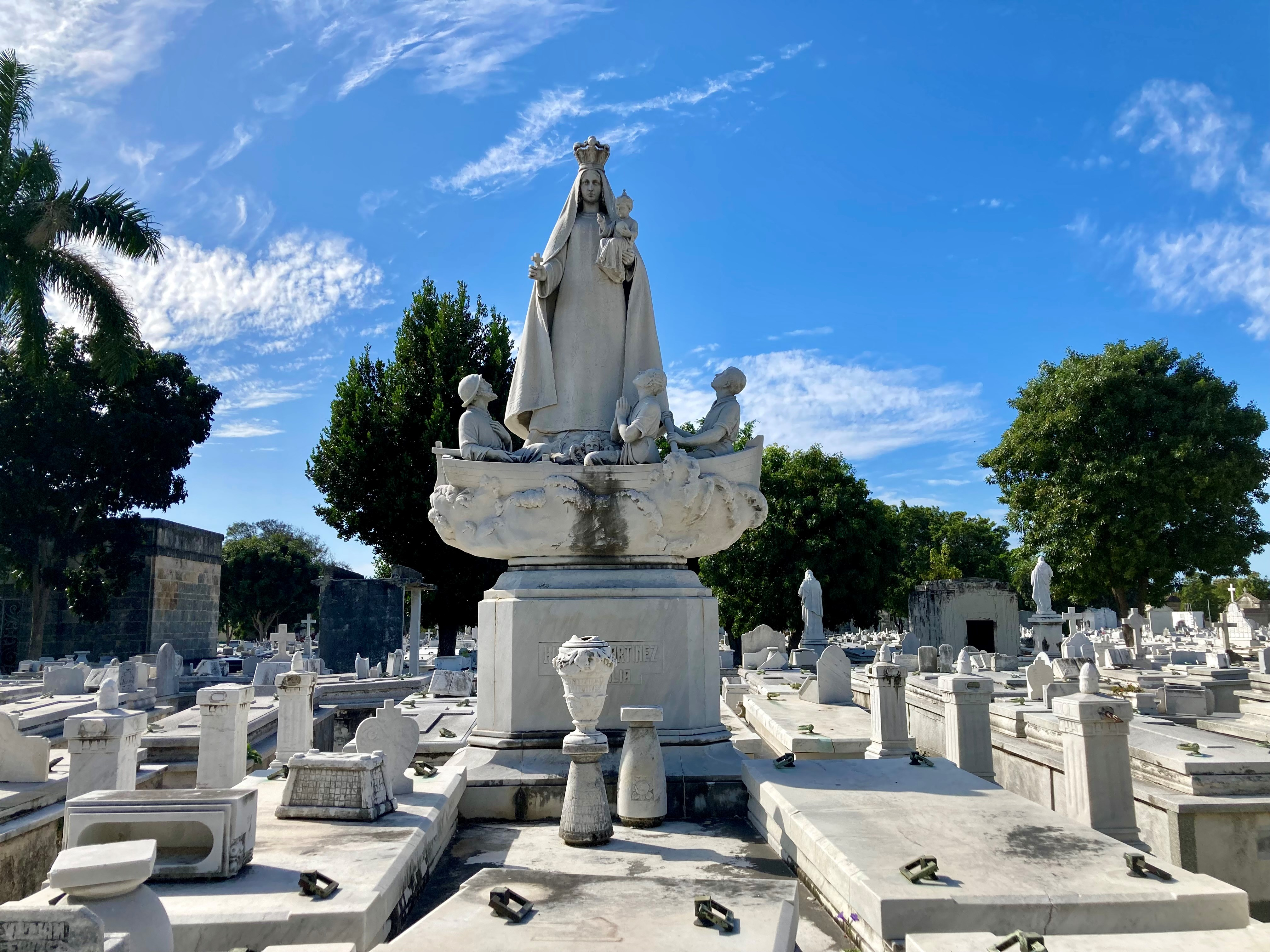
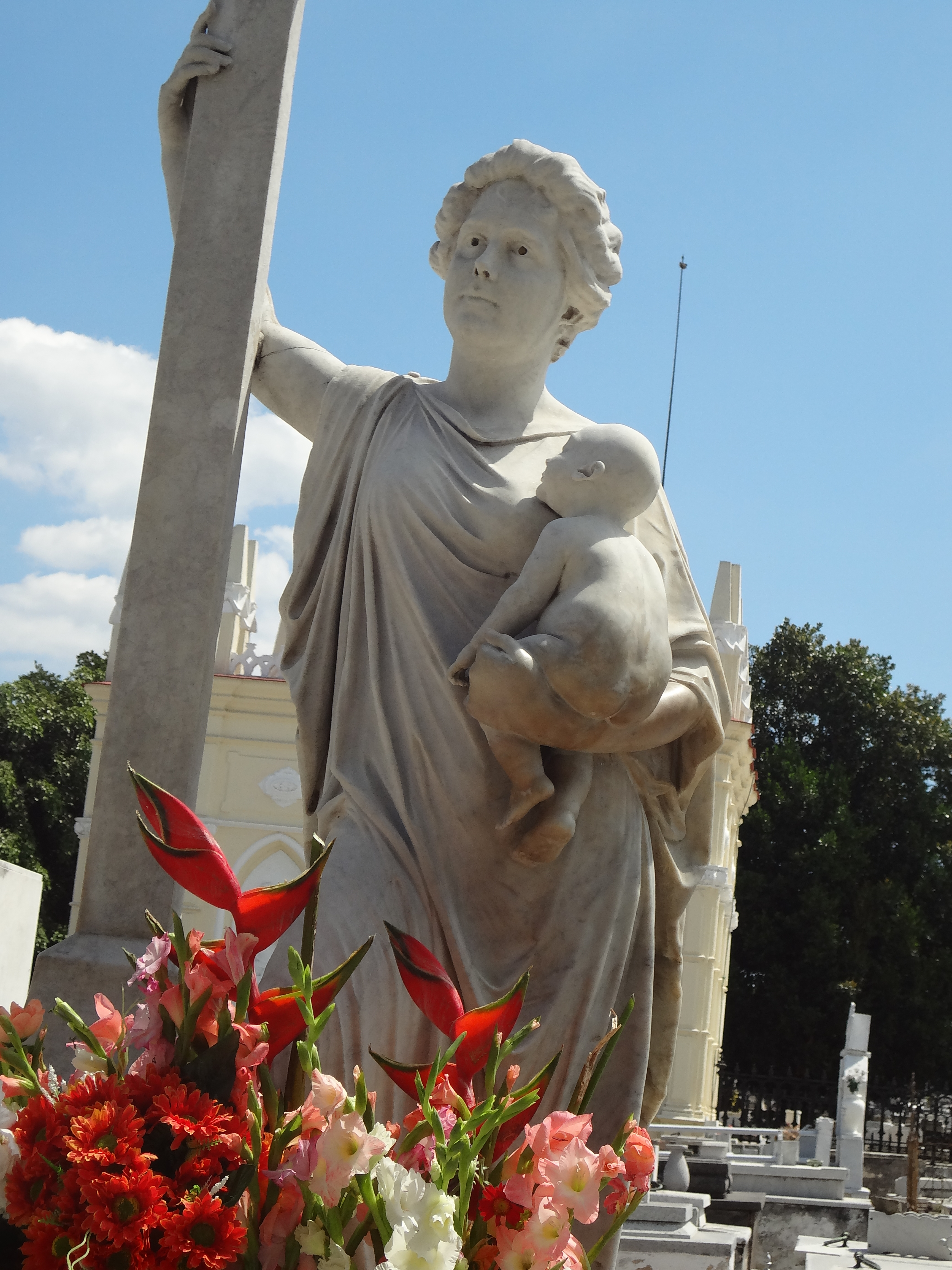
La Milagrosa sírja
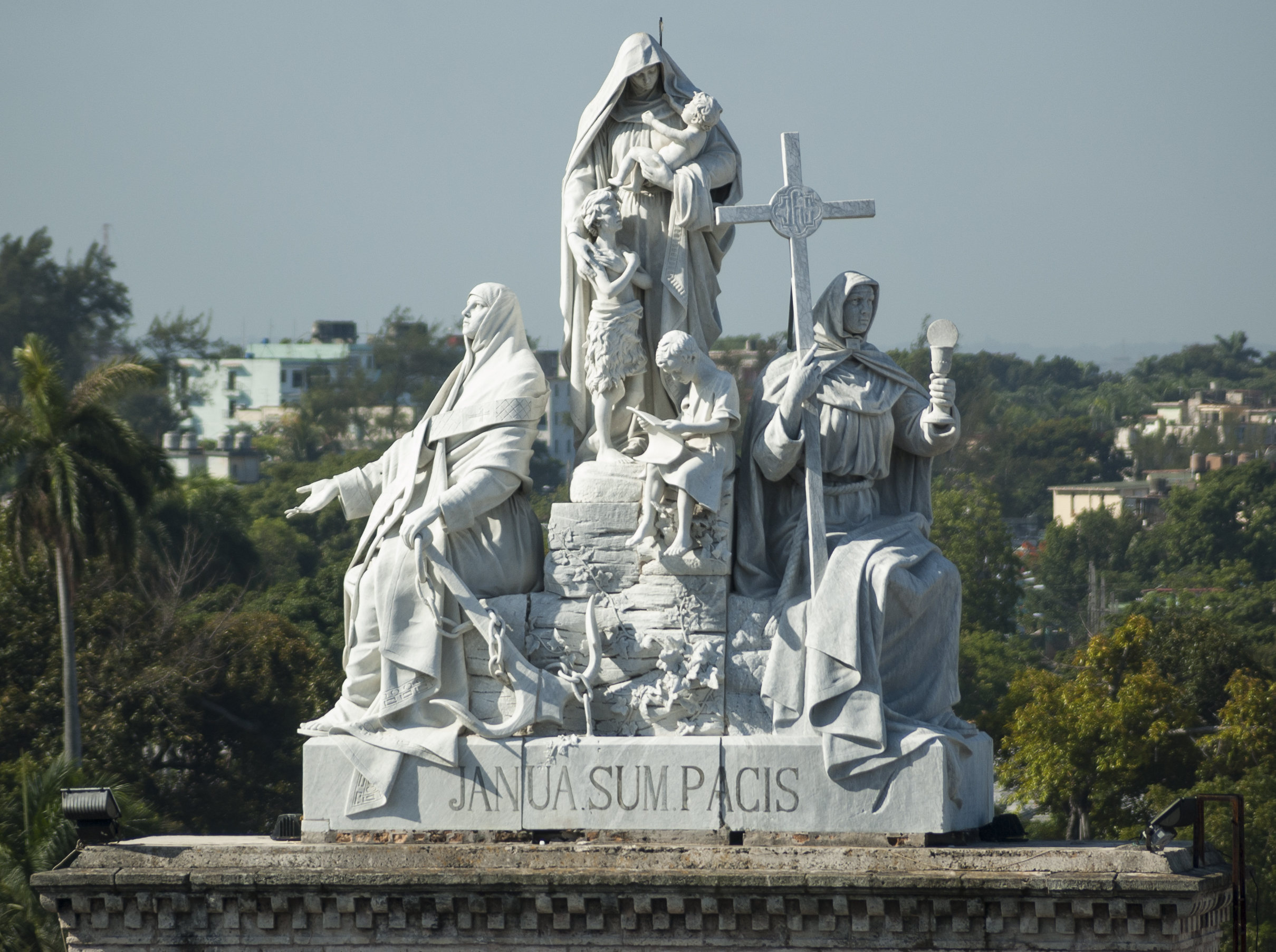
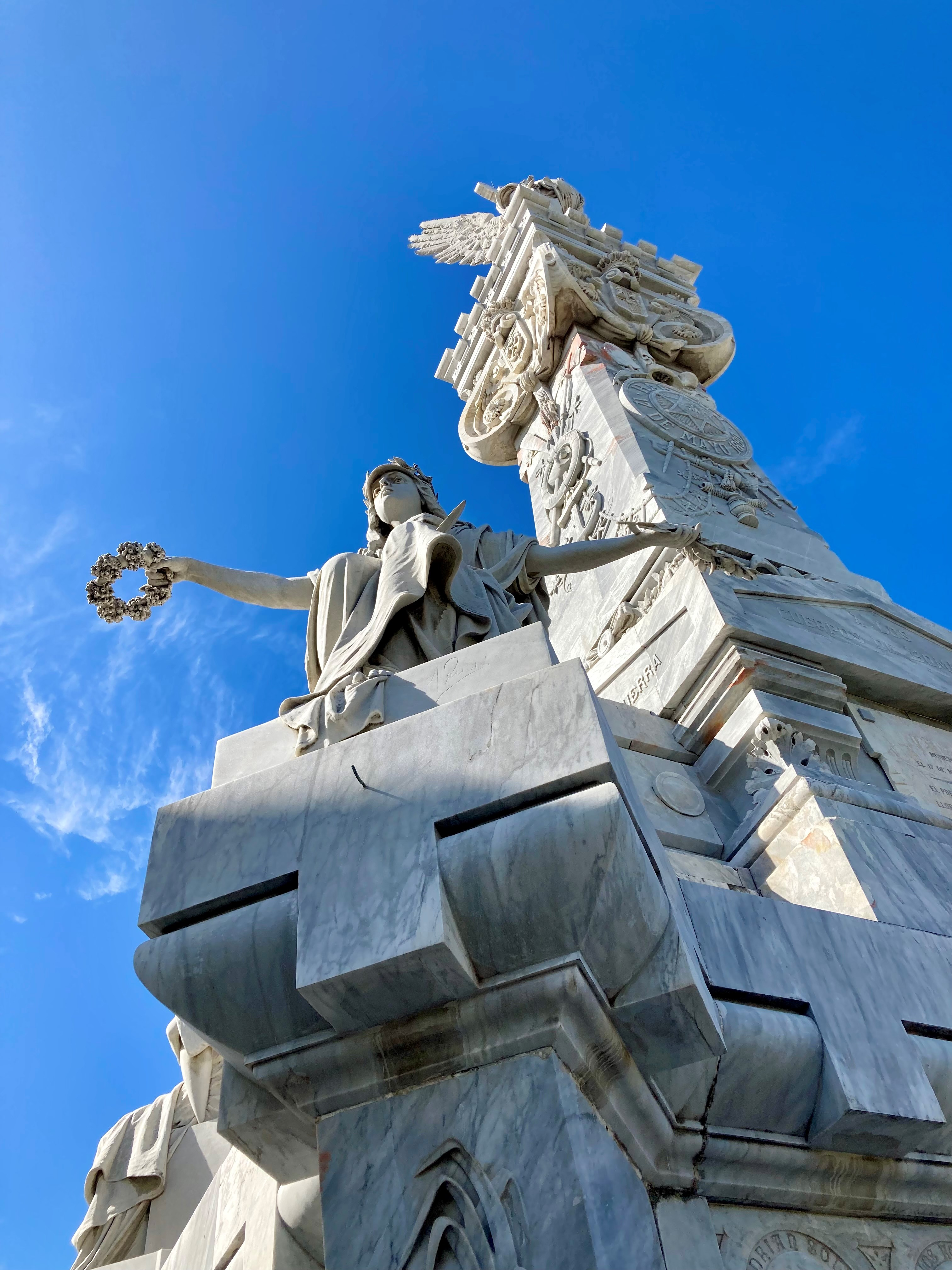
Tűzoltóemlékmű
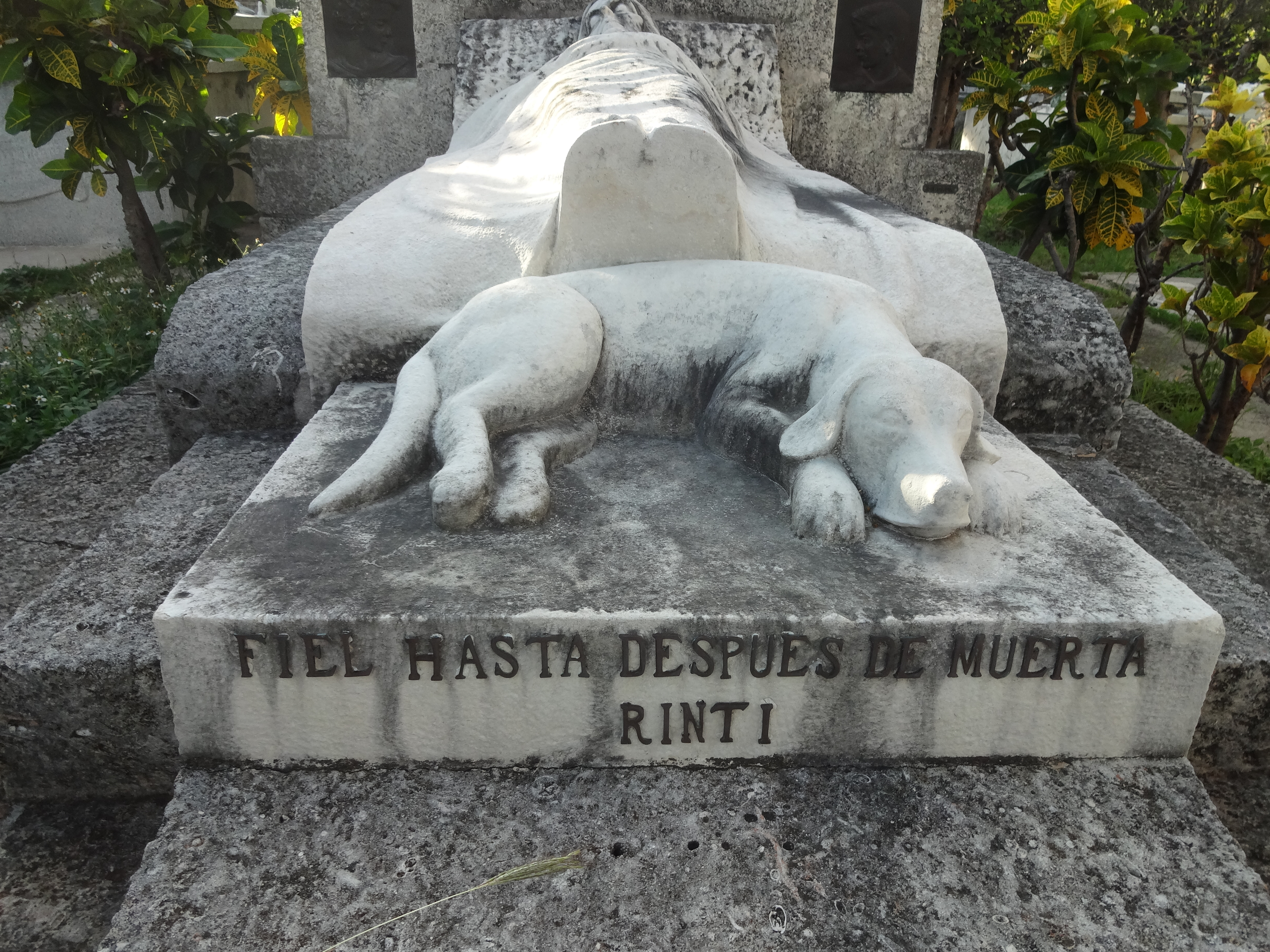